# Bruchmühlbach
Bruchmühlbach ist der größte Ortsteil der Ortsgemeinde Bruchmühlbach-Miesau im Landkreis Kaiserslautern in Rheinland-Pfalz.

## Lage
Bruchmühlbach liegt im Landstuhler Bruch. Nördlich des Siedlungsgebiets fließt der Glan. Unmittelbar westlich schließt sich der Nachbarort Vogelbach an. Den östlichen Siedlungsrand streifen der Frohnbach und der Mühlbach, die beide in den Glan münden.
Zum Ort gehören die Wohnplätze Auf dem Bergfeld, Belzmühle, Tausendmühle und Bruchwiesenhof.

## Geschichte
Bis Ende des 18. Jahrhunderts gehörte Bruchmühlbach zum Herzogtum Pfalz-Zweibrücken. Die alte Ordnung endete mit der Inbesitznahme des Linken Rheinufers durch französische Revolutionstruppen. Bruchmühlbach wurde von 1798 bis 1814 Teil der Französischen Republik (bis 1804) und anschließend des Französischen Kaiserreichs, zugeordnet dem Kanton Landstuhl im Arrondissement Zweibrücken des Departements Donnersberg. Kaiser Napoleon I. ließ die nach ihm benannte Kaiserstraße zu einer strategischen Heerstraße ausbauen, an der die Posthalterei in Bruchmühlbach ein wichtiger Knotenpunkt wurde. Nach der Niederlage des Kaisers fiel aufgrund der 1815 auf dem Wiener Kongress getroffenen Vereinbarungen die linksrheinische Pfalz zunächst an Österreich und 1816 aufgrund eines Tauschvertrages an das Königreich Bayern. Die Kantone wurden zunächst beibehalten, der Kanton Landstuhl dem 1818 gebildeten Landkommissariat Homburg (ab 1862 Bezirksamt Homburg) zugeordnet.
Nach dem Ersten Weltkrieg gehörte die gesamte Region zum französischen Teil der Alliierten Rheinlandbesetzung. Da ein größerer Teil des Bezirksamts Homburg, darunter auch die Stadt selbst, dem 1920 neu geschaffenen Saargebiet zugeschlagen wurde, wechselten die verbliebenen Orte, darunter Bruchmühlbach, ins Bezirksamt Kaiserslautern (1939 in Landkreis Kaiserslautern umbenannt) und wurden von einer Bezirksamtsaußenstelle in Landstuhl verwaltet, die bis 1938 bestand. Am 1. Oktober 1938 wurde Mühlbach im Bruch nach Bruchmühlbach eingemeindet.
Nach dem Zweiten Weltkrieg wurde Bruchmühlbach innerhalb der französischen Besatzungszone Teil des damals neu gebildeten Landes Rheinland-Pfalz. Im Zuge der ersten rheinland-pfälzischen Verwaltungsreform wurde am 7. Juni 1969 der Nachbarort Vogelbach mit Bruchmühlbach vereinigt. Drei Jahre später, am 22. April 1972, wurde Bruchmühlbach, das zu diesem Zeitpunkt 3453 Einwohner hatte, mit der Nachbargemeinde Miesau zur neuen Ortsgemeinde Bruchmühlbach-Miesau zusammengelegt.

## Sehenswürdigkeiten
In der Denkmalliste des Landes Rheinland-Pfalz (Stand: 2021) sind folgende Kulturdenkmäler ausgewiesen:
- Römisch-katholische Pfarrkirche St. Maria Magdalena, neuromanischer Saalbau (1863/64, nachfolgend mehrfach erweitert)
- Zwei Häuser und zwei Hofanlagen im Ort (19. Jahrhundert)
- Tausendmühle in der Gemarkung, spätklassizistisches Gebäude (wohl um 1870/80)

## Infrastruktur
Seit 1858 besitzt der Ort einen Bahnhof an der Pfälzischen Ludwigsbahn, aus der später die Bahnstrecke Mannheim–Saarbrücken hervorging. Trug er in den ersten Jahrzehnten seines Bestehens die Bezeichnung Bruchmühlbach, so heißt er mittlerweile Bruchmühlbach-Miesau. Nach beiden Weltkriegen erlangte er zeitweilig – wegen der jeweils vorübergehenden Abtrennung des Saargebietes – überregionale Bedeutung als Zollgrenzbahnhof mit Eisenbahngrenzzollamt.
Mitten durch das Siedlungsgebiet führt in Ost-West-Richtung zudem die Kaiserstraße, die ehemalige Bundesstraße 40, nun Landesstraße 395. Nördlich des Ortes verläuft die Bundesautobahn 6.

## Söhne und Töchter des Ortes
- Hanns Haberer (1890–1967), Politiker (CDU)
- Ludwig Peetz (1893–1972), Richter
- Margit Mohr (* 1949), Politikerin (SPD)
- Patricia Brocker (* 1966), Fußballspielerin